# Étang Rond
L'étang Rond est situé dans les Pyrénées françaises, sur le territoire de la commune de Bordes-Uchentein, en Ariège, dans le massif du Mont Valier à 1 929 mètres.

## Toponymie
Sa forme lui a donné son nom.

## Géographie
L'accès privilégié par la vallée du Riberot, depuis le parking du pla de la Lau (947 mètres) se fait en 3h30 de randonnée difficile. Il est proche de l'étang Long situé plus haut, à 2 125 m.

## Histoire
L'étang Rond est le lieu dans lequel se déroule la légende locale du berger Mount Ner. Trois jours après sa rencontre avec la Sabine, le berger gardait son troupeau sur les berges de l'étang. Après avoir refusé l'hospitalité aux trois amants de la Sabine, il fut transformé en rochers lui, ses chiens et ses moutons.

## Zone protégée
Par arrêté ministériel du 5 juillet 2005, un vaste territoire situé sur la commune de Seix, comprenant la réserve domaniale du mont Valier - créée en 1937 (une des plus anciennes des Pyrénées) - ainsi que la quasi-totalité du territoire domanial du massif de Fonta a été classé « zone de protection spéciale » en tant que site du Réseau Natura 2000.

## Voies d'accès
À proximité du refuge des Estagnous, gardé en bonne saison. Une via ferrata surplombe l'étang Rond.